# Щетинкопер великий
Щетинкопе́р великий (Curaeus curaeus) — вид горобцеподібних птахів родини трупіалових (Icteridae). Мешкає в Аргентині і Чилі. Це єдиний представник монотипового роду Щетинкопер (Curaeus).

## Опис
Довжина птаха становить 28-31 см, в залежності від підвиду. Самці номінативного підвиду в середньому важать 83,3 г, самиці 82,9 г, самці підвиду C. c. reynoldsi важать 114,6 г, самиці 99,1 г. Забарвлення повністю чорне з легким синюватим відблиском. Дзьоб довгий, гострий, чорний, лапи чорні. 

## Підвиди
Виділяють три підвиди:
- C. c. curaeus (Molina, 1782) — центране Чилі і захід центральної Аргентини;
- C. c. recurvirostris Markham, 1971 — острів Рієско (південь Чилі);
- C. c. reynoldsi (Sclater, WL, 1939) — Вогняна Земля.

## Поширення і екологія
Великі щетинкопери живуть в нотофагусових лісах і рідколіссях, в чагарникових заростях в долинах, в заростях на берегах озер, на луках, в соснових насадженнях та на полях, на висоті до 2000 м над рівнем моря. Зустрічаються зграями по 6-20 птахів. В Аргентині вони трапляються лише в нотофагусових лісах та на узліссях, на півночі Вогняної Землі — в степу. Великі щетинкопери є всеїдними птахами, вони живляться комахами, водними безхребетними, зокрема десятиногими, насінням, плодами, нектаром пуї, дрібними хребетними, зокрема гризунами, а також пташими яйцями і пташенятами. Шукають їжу на землі, в лісовій підстилці або серед каміння.
Великі щетинкопери є моногамними птахами, гніздяться поодинці. Сезон розмноження у них триває у жовтні-листопаді. Гніздо чашоподібне, велике, діаметром 20-25 см, глибиною 7 см, робиться з гілок, трави, листя бамбука, змішаних із глиною, встелюється м'яким матеріалом, розміщується в заростях, на висоті від 1,5 до 3 м над землею. В кладці від 3 до 6 яєць розміром 30×20 мм.